# نورامینیس
نورامینیس (به ایتالیایی: Nuraminis) یک کومونه در ایتالیا است که در استان کالیاری واقع شده‌است.

## خصوصیات
نورامینیس ۴۵٫۳ کیلومترمربع مساحت و ۲٬۶۵۶ نفر جمعیت دارد.